# Assouan Sporting Club
Maillots
Actualités
Le Assouan Sporting Club (en arabe : نادي أسوان الرياضي), plus couramment abrégé en Assouan SC, est un club égyptien de football fondé en 1930 et basé dans la ville d'Assouan.
Le club évolue dans le championnat d'Égypte de D1.

## Histoire
L'équipe de football d'Assouan joue pendant 7 saisons en première division du championnat d'Égypte. 
La première saison du club en Division 1 a lieu lors de la saison 1990-91, et la dernière saison remonte à 2003–04. La plus longue série de saisons jouées en D1 a lieu entre 1996-97 et 1998-99, où Assouan évolue durant 3 saisons consécutives dans l'élite.
Lors de la saison 1996-1997, le club se classe 9e du championnat, avec 9 victoires, 11 matchs nuls et 10 défaites, ce qui constitue sa meilleure performance en Division 1.

## Palmarès
Néant

## Anciens joueurs
- Ahmed Eid Abdel Malek
- Ahmed Hassan